# Μ Цефея
μ Цефе́я (мю Цефея, μ Cep, також відома як «гранатова зоря Гершеля») — червоний надгігант у сузір'ї Цефея. Одна з найбільших і найпотужніших зір у нашій Галактиці (повна світність у 340 000 разів більше сонячної). Належить до спектрального класу M2 Ia. Із 1943 року спектр цієї зорі слугує стандартом, за яким класифікують інші зорі M2 Ia.

## Історія
Глибокий червоний колір μ Цефея відзначив Вільям Гершель: «... дуже насичений гранатовий колір, такий же, як в  ο Кита». У середині 19-го століття Джон Рассел Хайнд з  обсерваторії Бішопа відкрив її змінність. Чеський астроном  Антонін Бечварж (чеськ. Antonín Bečvář) в атласі 1951 року назвав зорю Еракіс. Імовірно, він переплутав її з μ Дракона, яка має власну назву Арракіс[джерело?].

## Властивості

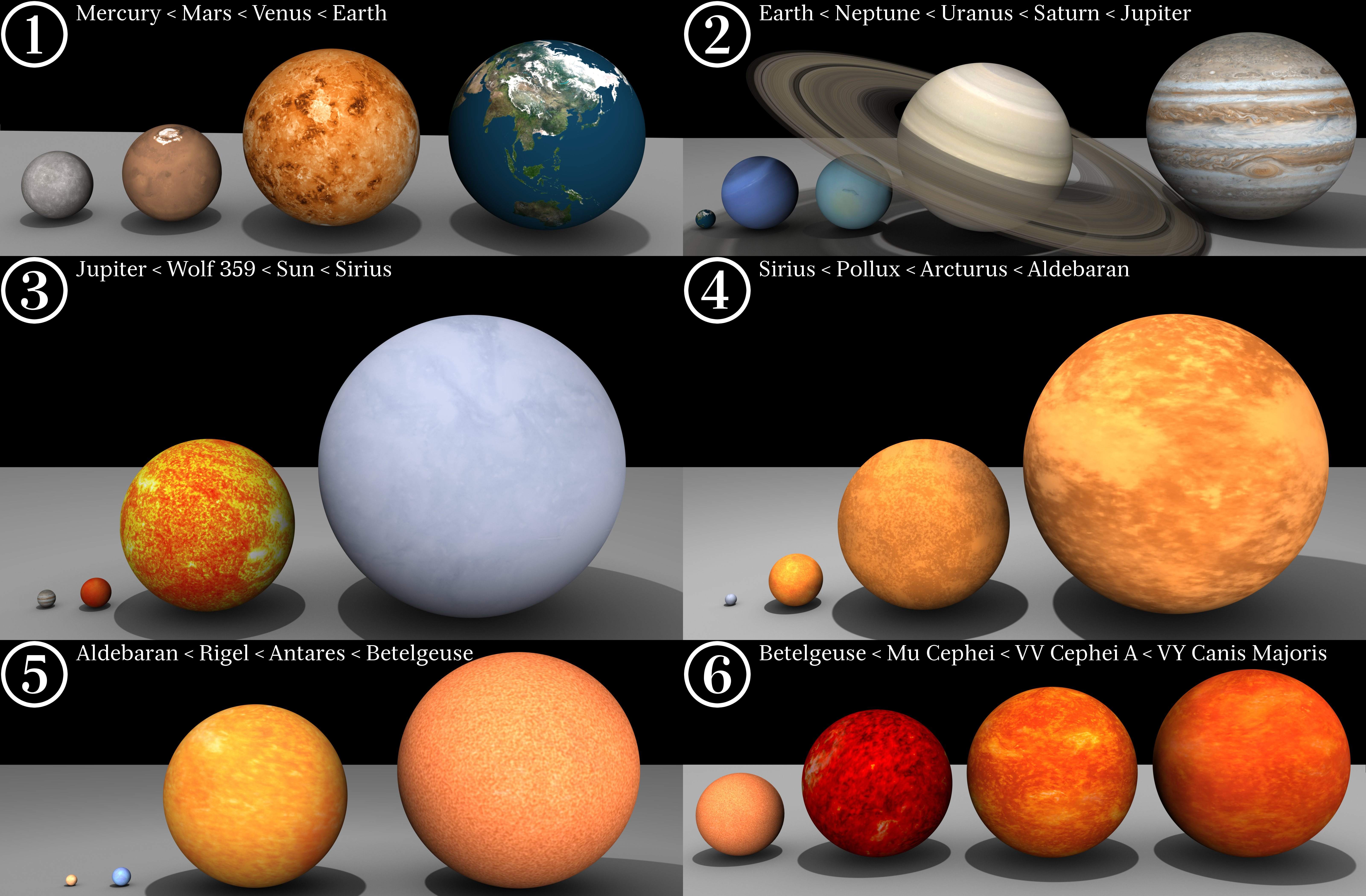
(Липень 2008). Відносні розміри планет у Сонячній системі та декількох відомих зір, включаючи μ Цефея.
1. Меркурій <Марс <Венера <Земля
2. Земля <Нептун <Уран <Сатурн <Юпітер
3. Юпітер <Вольф 359 <Сонце <Сіріус
4. Сіріус <Поллукс <Арктур <Альдебаран
5. Альдебаран <Рігель <Антарес <Бетельгейзе
6. Бетельгейзе <μ Цефея <VV Цефея A <VY Великого Пса.

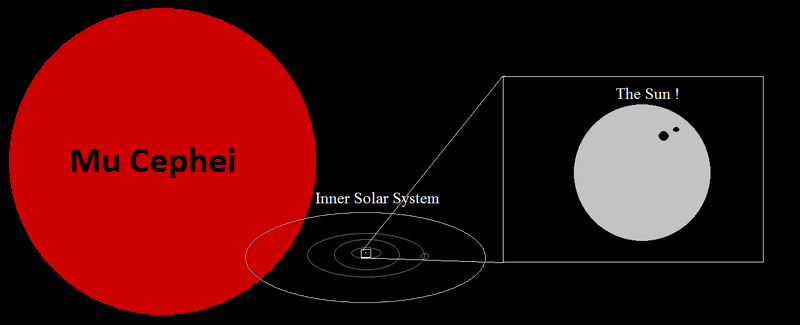
μ Цефея у порівнянні з Сонцем. Орбіти Юпітера, Марса, [Землі, Венери, та Меркурія показано у повному розмірі.

μ Цефея — одна з найбільших і найяскравіших зір, видимих неозброєним оком. У північній півкулі найкращий час спостереження — із серпня по січень.
Радіус зорі приблизно в 650—1420 разів більший Сонця (7,7 а. о.). Якби зоря була на місці Сонця, то її поверхня перебувала б між орбітами Юпітера й Сатурна. μ Цефея могла б вмістити в себе мільярд Сонць і 2,7 квадрильйона Земель. Якщо зменшити Землю до розмірів м'яча для гольфу (4,3 см), то діаметр μ Цефея становив би довжину 2-х мостів Золотої Брами (5,5 км).
μ Цефея — змінна зоря. Вона була прототипом застарілого класу змінних μ Цефея. Зараз її вважають напіврегулярною змінною типу SRc, що змінює блиск в інтервалі від 3,43 до 5,1 із періодом від 2 до 2,5 років .
В. Цесевичу вдалося встановити періодичність складної кривої змін блиску: вона є результатом складання трьох коливань з періодами 90, 750 і 4675 днів. Причини — безладні пульсації і неперіодичні виверження розжарених газів із надр зорі в космос[джерело?].
μ Цефея в 60 тисяч разів яскравіша Сонця. Складаючи її видиму світність, інфрачервоне випромінювання і зоряний вітер можна обчислити, що її болометрична світність в 340 000 разів більша сонячної.
У науковій літературі з вимірювання паралаксу наводяться різні оцінки відстані до зорі: від 390 до 1600 парсек (від 1300 до 5200 св. років), проте, останнім часом загальноприйнятою вважають верхню оцінку (5200 св. років). Вона також одна з найхолодніших зір: температура поверхні становить НЕ більше 2300 К[джерело?].
Зоря оточена сферичною оболонкою викинутої речовини, яка простягається назовні до кутової відстані 6″ і розширюється зі швидкістю 10 км/с. Це свідчить про вік оболонки близько 2000–3000 років. Ближче до зорі ця речовина має виражену асиметрію, яка може мати форму тору. Наразі зоря втрачає масу зі швидкістю 10–7 M☉ на рік[джерело?].
μ Цефея перебуває на останніх стадіях своєї еволюції. Вона почала спалювати гелій, синтезуючи вуглець. Імовірно, не пізніше ніж через кілька мільйонів років, вона спалахне як наднова, а її масивне ядро може колапсувати в чорну діру.
μ Цефея — потрійна зоря; компоненти  'μ Цефея B'  і  'μ Цефея C'  мають видиму зоряну величину 12,3 і перебувають на кутовій відстані відповідно 20,93 кутових секунд і 42,68 кутових секунд від головної зорі.

## Компоненти
| Компонент | Видима величина | Спектральний клас | Віддаленість від μ Cep A | Час обертання навколо μ Cep A |
| --------- | --------------- | ----------------- | ------------------------ | ----------------------------- |
| μ Cep A   | +4.08           | -                 | -                        | -                             |
| μ Cep B   | +12.3           | M0                | 20.93 кутових секунд     | 15.2 дня                      |
| μ Cep C   | +12.7           | A                 | 42.68 кутових секунд     | 0.5 дня                       |